# كلية طب جورجيا مدرسة الطب
كلية طب جورجيا مدرسة الطب (بالإنجليزية: Medical College of Georgia School of Medicine)‏ هي إحدى الكليات لتدريس الطب في الولايات المتحدة الأمريكية. تقع في مدينة أوغستا في ولاية جورجيا الأمريكية. نوع الشهادة الطبية التي يتم تحصيلها هناك هي دكتور في الطب.